# Lisianthius stenophyllus
Lisianthius stenophyllus är en gentianaväxtart som beskrevs av Ignatz Urban. Lisianthius stenophyllus ingår i släktet Lisianthius och familjen gentianaväxter. Inga underarter finns listade i Catalogue of Life.